# Ryszard Paweł Kunicki
Ryszard Paweł Kunicki (17. dubna 1873 Tbilisi – 23. února 1960 Varšava) byl rakouský lékař a politik polské národnosti ze Slezska, na počátku 20. století poslanec Říšské rady, ve 20. letech politik Polské republiky.

## Biografie
Profesí byl lékař a politik. Působil v Karviné, Fryštátu a Orlové. Roku 1892 vystudoval klasické gymnázium č. 3 ve Varšavě, pak studoval na lékařské fakultě Varšavské univerzity. V roce 1894 byl pro účast v polském hnutí za samostatnost odsouzen do vyhnanství na Sibiř. Vysokoškolská studia dokončil roku 1899 na Jagellonské univerzitě v Krakově a téhož roku se usadil v Rakouském Slezsku.
Byl členem Poské sociálně demokratické strany Haliče a Slezska, Dělnického kulturně-osvětového spolku Siła a Matice školské Těšínského knížectví. Zasedal v dozorčí radě Zemědělské banky ve Fryštátu. Podílel se na organizování peněžních sbírek na podporu polskojazyčného školství v regionu. Zasloužil se o vznik polského reálného gymnázia v Orlové v roce 1909.
Na počátku 20. století se zapojil i do celostátní politiky. Ve volbách do Říšské rady roku 1907, konaných poprvé podle všeobecného a rovného volebního práva, se stal poslancem Říšské rady (celostátní zákonodárný sbor) za obvod Slezsko 13. Usedl do poslanecké frakce Klub polských sociálních demokratů. Na Říšské radě se zaměřoval na zdravotní a sanitární témata a zastupoval zájmy etnických Poláků ve Slezsku.
Za světové války sloužil v polských legiích. Od roku 1917 byl lékařem ve vojenské nemocnici v Těšíně. Byl členem Národní rady Těšínského knížectví. V roce 1919 působil ve funkci předsedy plebiscitní komise na Těšínsku. Pak působil v Polsku. Roku 1920 byl zvolen za předsedu Polské socialistické strany a od roku 1919 do roku 1922 byl poslancem Sejmu. Jako lékař působil v Krakově, Lodži a Varšavě. Napsal četné odborné medicínské práce.